# Titularbistum Bacanaria
Bacanaria ist ein Titularbistum der römisch-katholischen Kirche. 
Es geht zurück auf das Bistum der antiken Stadt Igilgili in der römischen Provinz Mauretania Caesariensis (heute Jijel an der Küste Algeriens)
| Titularbischöfe von Bacanaria |                               |                                                 |                   |                   |
| Nr.                           | Name                          | Amt                                             | von               | bis               |
| 1                             | James Chiona                  | Weihbischof in Blantyre (Malawi)                | 11. Januar 1965   | 29. November 1967 |
| 2                             | Philippe Fanoko Kossi Kpodzro | Apostolischer Administrator von Atakpamé (Togo) | 19. Dezember 1975 | 10. April 1976    |
| 3                             | Teodoro Buhain                | Weihbischof in Manila (Philippinen)             | 5. Januar 1983    | 13. November 2024 |